# Качинський замок
Качинський замок — оборонна споруда, збудована у XVI століття родиною Буковецьких.

## Архітектура
Кам'яний оборонний замок був збудований на острові посеред озера.